# Альберт, Зигмунт
Зигмунт Альберт (пол. Zygmunt Albert; 30 октября 1908, Турка — 7 октября 2001, Бремен) — польский патологоанатом, профессор медицины, доктор наук, ректор Вроцлавской Медицинской академии (1950—1954), историк.

## Биография
После окончания в 1934 г. медицинского факультета Львовского университета, был оставлен на работу в отделении патологической анатомии университета.
Являлся очевидцем массового убийства представителей польской интеллигенции Львова и членов их семей на Вулецких холмах немецкими оккупантами и их пособниками в ночь с 3 на 4 июля 1941. На основании собранных З. Альбертом документов (в том числе, свидетельств других очевидцев, оставшихся в живых членов семей убитых, участников эксгумации жертв) опубликовал ряд статей об этом событии.
После переезда из Львова в декабре 1945 во Вроцлав, был заведующим кафедрой патологической анатомии медицинского факультета Вроцлавского университета и Политехники.
В 1949—1979 — заведующий кафедрой патологической анатомии Медицинской академии во Вроцлаве, в 1950—1954 был её ректором.
С 1954 по 1970 — заведующий кафедрой экспериментальной онкологии в Институте иммунологии и экспериментальной терапии Польской Академии Наук им. Л. Гиршфельда во Вроцлаве.
В 1963—1985 избирался членом Польской Академии Наук.
Специалист — онколог. Автор ряда научных трудов в этой области.
Публикации об убийство львовских профессоров:
- Wydział lekarski UJK podczas okupacji hitlerowskiej 1941—1944 Wrocław 1975, Zakład Narodowy im. Ossolińskich (электронная версия ) (пол.)
- Kaźń profesorów lwowskich — lipiec 1941 / studia oraz relacje i dokumenty zebrane i oprac. przez Zygmunta Alberta Wrocław 1989 , Wydawnictwo Uniwersytetu Wrocławskiego, ISBN 83-229-0351-0 (фрагменты в электронной версии ) (пол.)
- (пол.)